# کازین‌آرت
کازین‌آرت (انگلیسی: Cuisinart) شرکت کالای آمریکایی است، که در سال ۱۹۷۱ تأسیس شد.